# BMW R 42
BMW R 42 – produkowany od 1926 do 1928 dwucylindrowy (bokser) motocykl firmy BMW. Skonstruowany na bazie modelu R 32.

## Historia
Sprzedano 6502 sztuki w cenie 1510 Reichsmarek.

## Konstrukcja
Dwucylindrowy dolnozaworowy silnik w układzie bokser o mocy 12 KM wbudowany wzdłużnie zasilany 1 gaźnikiem BMW o średnicy gardzieli 22 mm. Suche sprzęgło jedno-tarczowe połączone z 3-biegową, ręcznie sterowaną skrzynią biegów. Napęd koła tylnego wałem Kardana. Podwójna rama rurowa ze sztywnym zawieszeniem tylnego koła. Z przodu hamulec bębnowy o średnicy 150 mm. Z tyłu hamulec szczękowy działający na wał napędowy. Prędkość maksymalna 95 km/h.